# Portas de Ferro

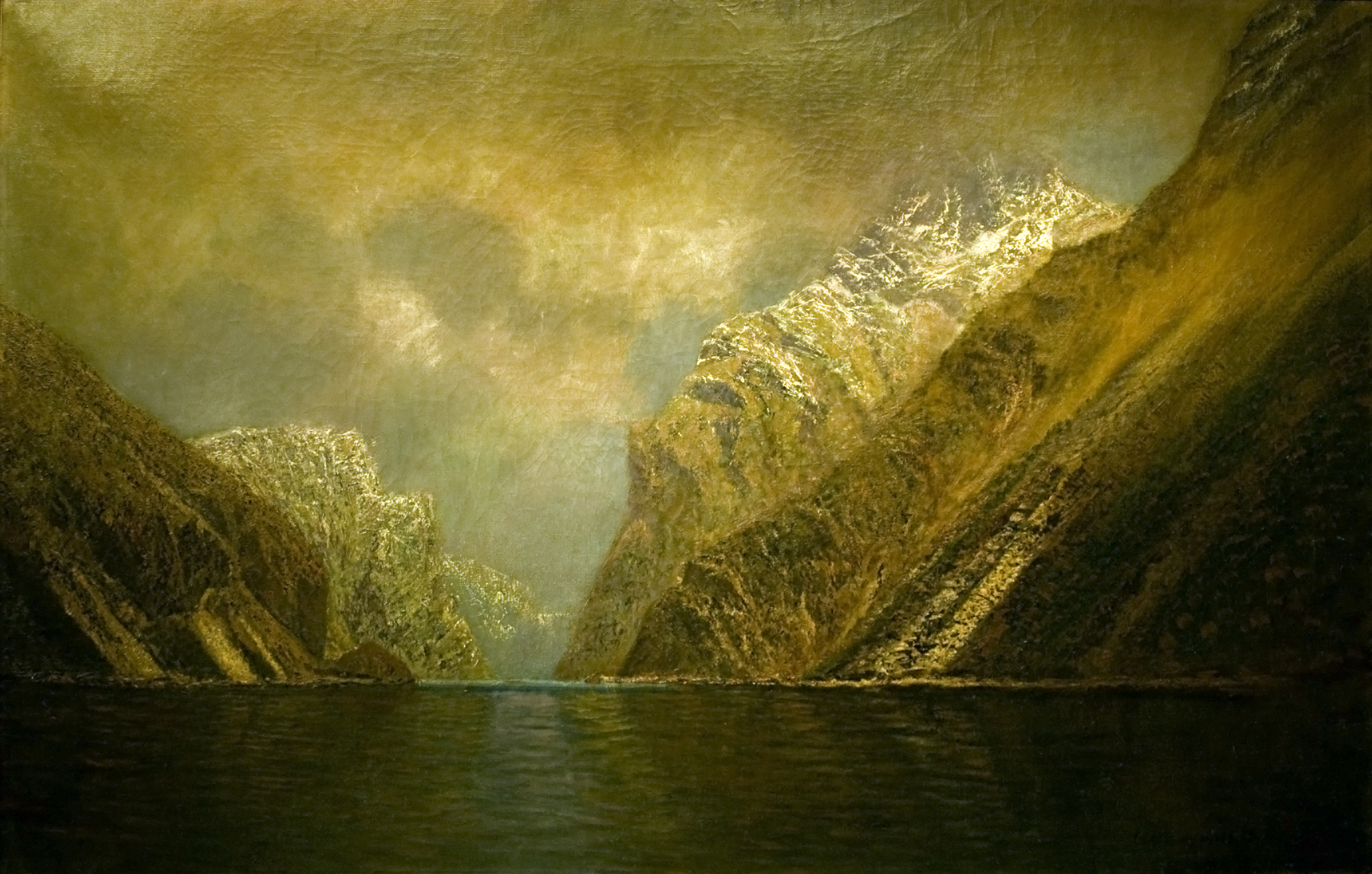
Pintura das Portas de Ferro de 1890–1895, da autoria do pintor húngaro László Mednyánszky

As Portas de Ferro ou gargantas de Kazan (em romeno: Porțile de Fier; em sérvio: Ђердапска клисура; romaniz.: Đerdapska klisura, Гвоздена врата /  Gvozdena vrata ou Đerdap; em búlgaro: Железни врата; em húngaro: Vaskapu) são um desfiladeiro no rio Danúbio, que constitui a fronteira entre a Sérvia (a sul, na margem direita) e a Roménia (a norte, na margem esquerda). Em sentido lato a designação aplica-se a 134 km de extensão; em sentido mais estrito designa apenas o trecho do vale que começa a jusante da cidade romena de Orșova e vai até à comuna romena de Gogoșu e onde existem duas barragens hidroelétricas.
Nessa parte do Danúbio, o rio separa a cordilheira dos Cárpatos meridionais dos contrafortes noroeste da cordilheira dos Bálcãs. A parte noroeste do lado romeno faz parte do Parque Natural das Portas de Ferro, enquanto que o lado sérvio faz parte do Parque Nacional de Đerdap.
O Mesolítico das Portas de Ferro, uma cultura mesolítica do período entre 11 000 e 3 500 a.C. do Danúbio central, deve o seu nome ao desfiladeiro.

## Toponímia
Em inglês e noutras línguas europeias ocidentais, o desfiladeiro é conhecido por Portas de Ferro ou Porta de Ferro. Num artigo publicado em 1853 no The Times de Londres aparece com os nomes de "Porta de Ferro" ou "Porta de Trajano". Nas línguas locais, nomeadamente em romeno, búlgaro, húngaro, polaco, eslovaco, checo e alemão os nomes significam literamente "Portas de Ferro" e designam todas as gargantas sucessivas do vale. Em romeno há um nome alternativo para a última parte do desfiladeiro — Defileul Dunării — que significa "Garganta do Danúbio".
Em sérvio, o desfiladeiro é conhecido como Đerdap (Ђердап; AFI: [d͡ʑě̞rdaːp]) e a última parte como Đerdapska klisura (Ђердапска клисура; AFI: [d͡ʑě̞rdaːpskaː klǐsura]), ou seja "Garganta de Đerdap", do grego bizantino Κλεισούρα (kleisoura), que significa "barreira" ou "passo". Tanto o moderno Đerdap como o antigo topónimo sérvio Demir-kapija são de origem turca. Demir-kapija significa "porta de ferro" (demirkapı) e a sua tradução passou para a maior parte das outras línguas como o nome do desfiladeiro. Đerdap tem origem em girdap, que significa remoinho ou turbilhão.

## Geografia

### Gargantas

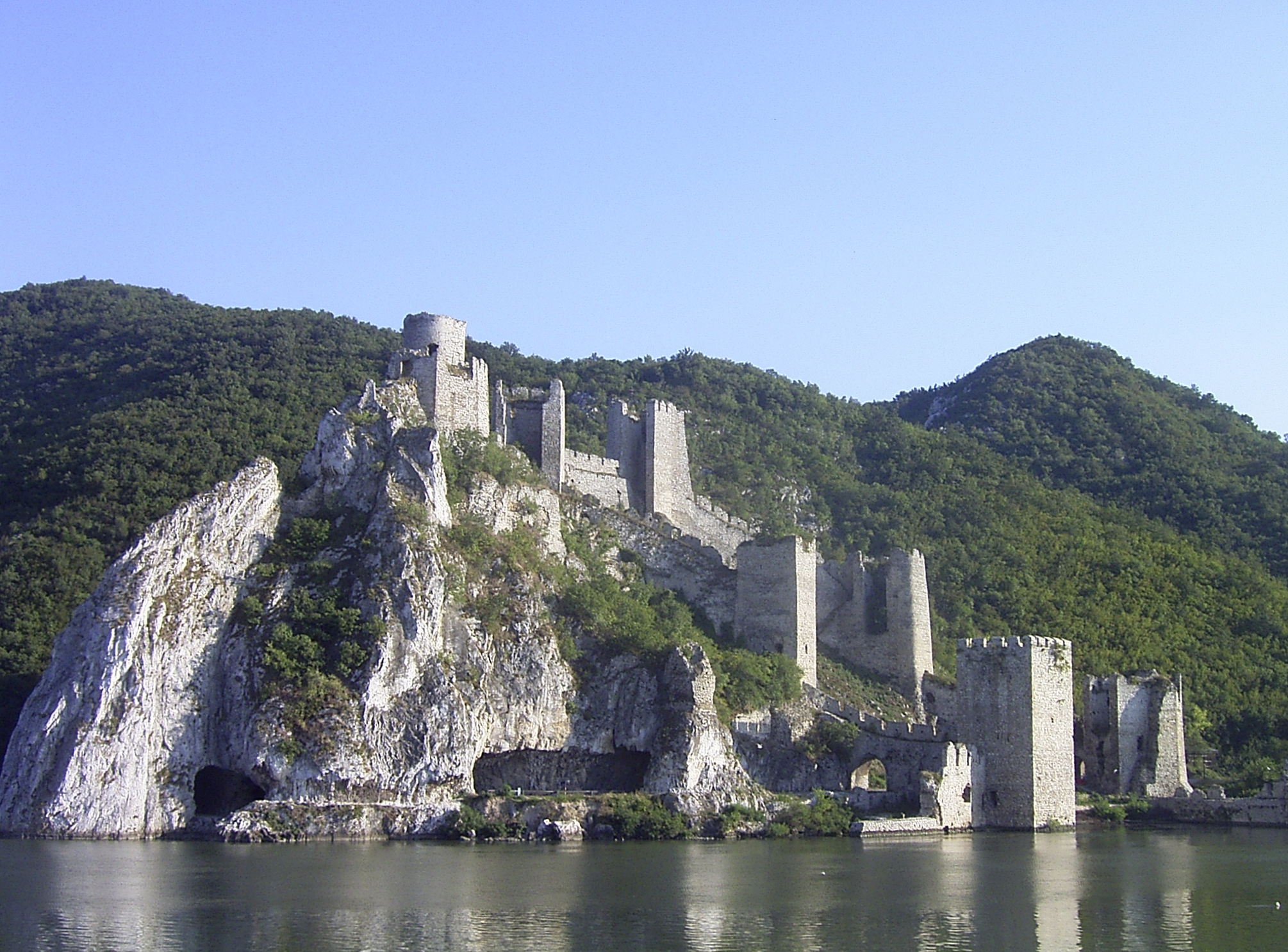
, situada na margem sérvia imediatamente a montante da entrada da primeira garganta

O primeiro estreitamento do Danúbio ocorre a jusante da ilhota romena de Moldova Veche e é conhecido como garganta de Golubac, da vila sérvia próxima. Tem 14,5 km de extensão e 230 m no seu ponto mais estreito. A pouca distância da entrada, a montante e na margem sérvia, ergue-se a fortaleza medieval de Golubac. A jusante, no vale de Ljupovska encontra-se uma segunda garganta, Gospodjin Vir, com 15 km de extensão e 220 m no ponto mais estreito. Os penhascos erguem-se até 500 m acima do rio e a sua escalada é difícil. A garganta mais larga de Donji Milanovac liga a "Grande" e a "Pequena" gargantas de Kazan, as quais têm uma extensão conjunta de 19 km. O vale de Orșova é a última secção larga do Danúbio nas Portas de Ferro antes do rio chegar às planícies da Valáquia após passar pela garganta de Sip.
O Grande Kazan (kazan significa caldeirão ou reservatório) é a garganta mais famosa e mais estreita de todo o percurso, onde o rio tem 150 m de largura e atinge uma profundidade de 53 m.

### Navegação e canais

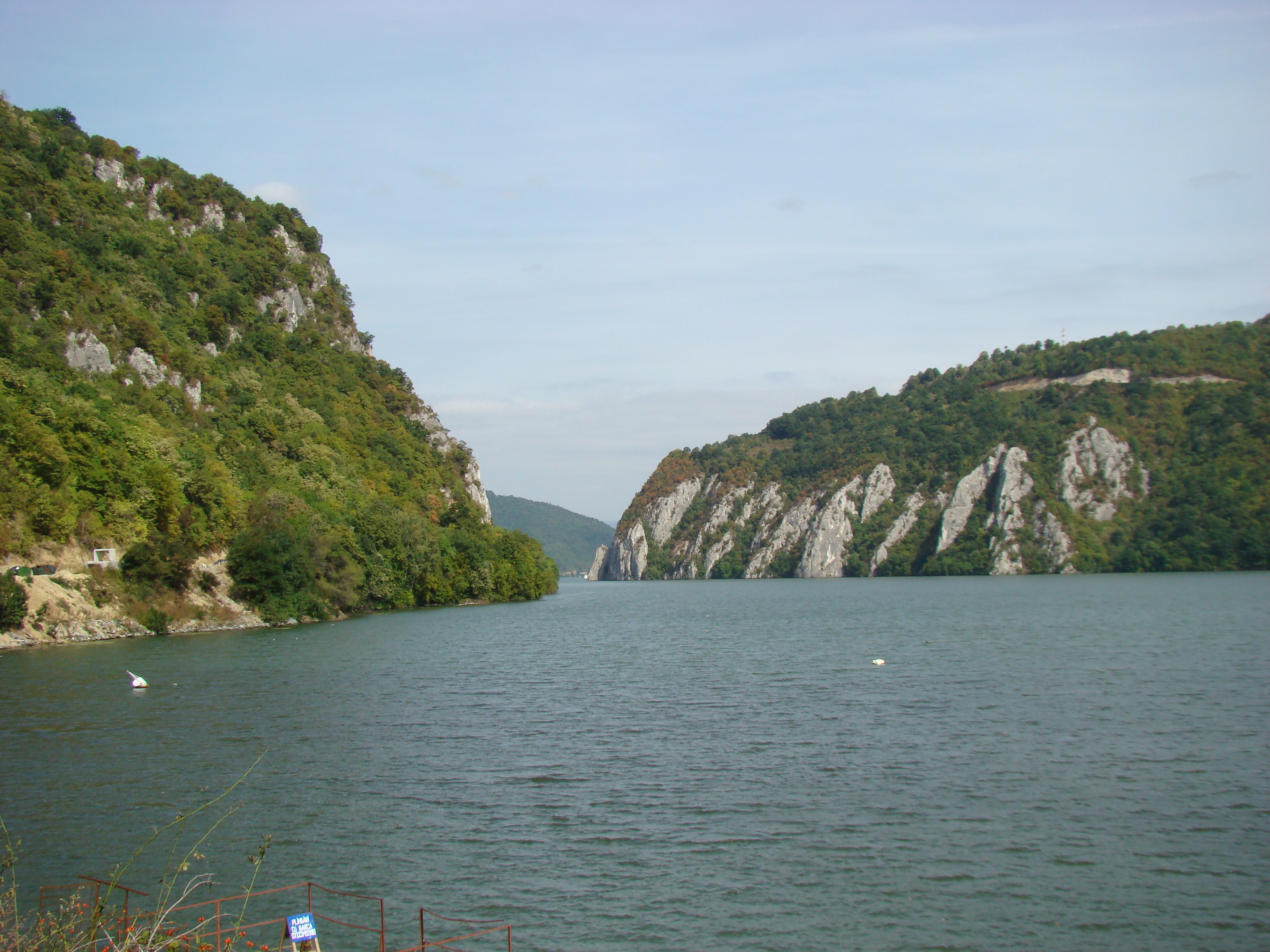
Garganta perto de Dubova

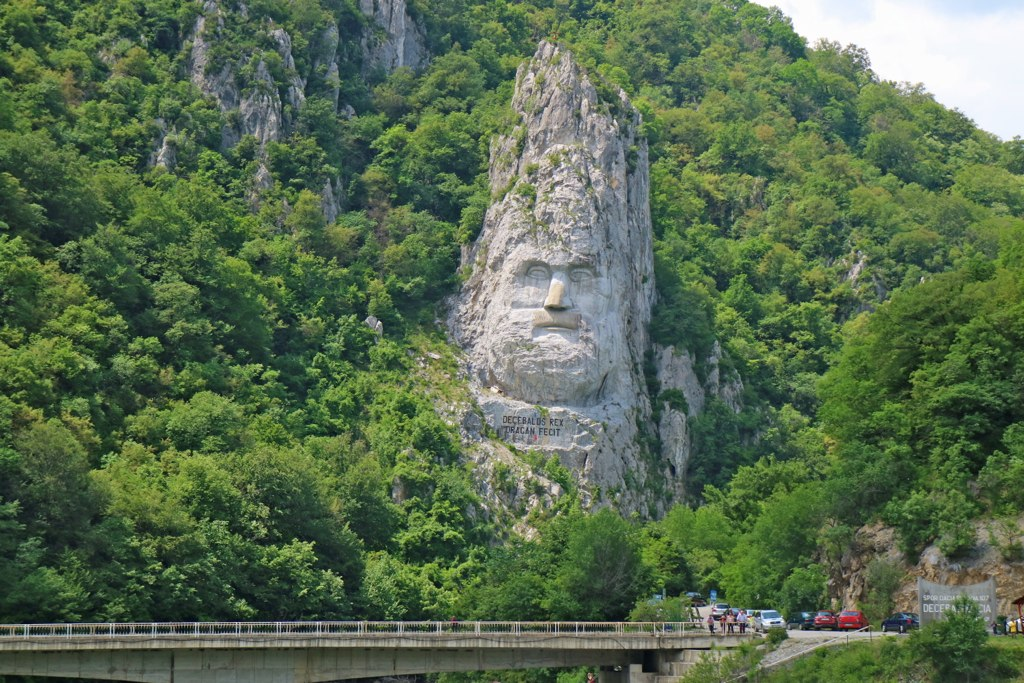
Escultura de Decébalo, o último rei da Dácia, na foz do, a nordeste de Dubova

As rochas do leito do rio e os seus rápidos tornaram o vale uma passagem de má fama para o transporte hidroviário, difícil até para os marinheiros mais experimentados. Durante o período da ocupação otomana, os barcos eram guiados por marinheiros locais, que conheciam bem as rotas e que eram chamados kalauz (do turco kalavuz, que significa guia). Durante o governo do príncipe sérvio Miloš Obrenović I (r. 1815–1839 e 1858–1860), os otomanos foram gradualmente substituídos por sérvios locais. Para evitar provocar os otomanos ainda mais, os guias sérvios eram nomeados pelo príncipe usando um nome turco, dumendžibaša, derivado de dümen (leme), e baş (chefe ou mestre). A taxa de navegação era dividida entre dumendžibaša, loc (pilotos do rio) e os municípios locais.
Em alemão, a passagem ainda é conhecida como Kataraktenstrecke ("rota das cataratas"), apesar de há muito não existirem cataratas. Perto do estreito das Portas de Ferro propriamente ditas o rochedo de Prigrada era o principal obstáculo até 1896. Ali o rio alargava consideravelmente e consequentemente a profundidade era baixa. A montante, o rochedo de Greben era muito conhecido.[carece de fontes?]
Para facilitar a navegação foram construídos vários canais ou corredores de navegação ao longo do tempo, entre os quais se destacam os seguintes:
- Stenka, com 1 900 m de comprimento e 10 sinais de navegação, originalmente constituídos por balões
- Izlaz-Tahatlija, com 2 351 m de comprimento e 7 sinais
- Svinița, com 1 200 m de comprimento e 4 sinais
- Juc, com 1 260 m de comprimento, e 5 sinais
- Sip, com 4 375 m de comprimento
- Mali Đerdap, uma extensão do canal de Sip com 1 050 m de comprimento

No total foram criados 15,465 km de corredores navegáveis, os quais foram inundados quando a construção duma barragem provocou a formação do lago Đerda. Os resultados destes esforços foram ligeiramente desapontadores. As correntes no canal de Sip eram tão fortes que até 1973 os navios tinham que ser puxados contra a corrente ao longo do canal por locomotivas.[carece de fontes?]

### Barragens

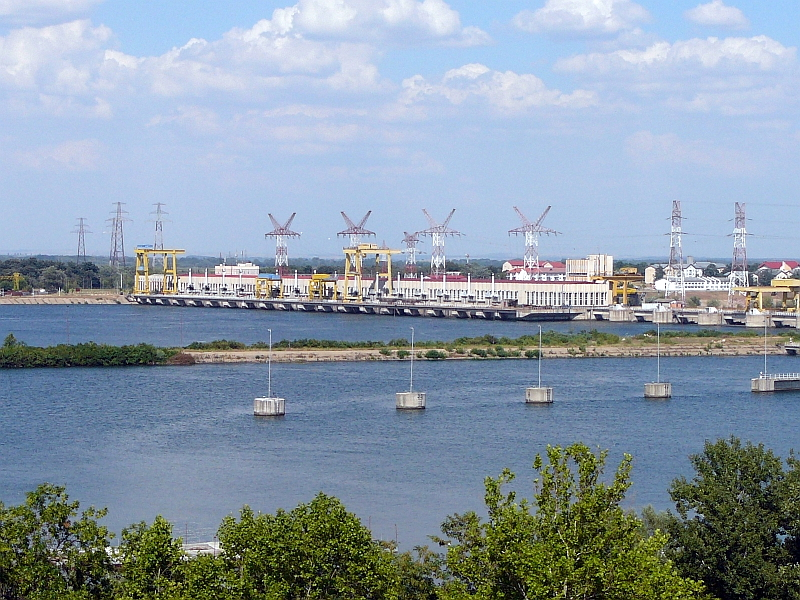
Barragem e a Central Hidroelétrica das Portas de Ferro II

Em 1964 foi iniciado um megaprojeto romeno-jugoslavo para a construção de duas barragens nas Portas de Ferro. A Central Hidroelétrica das Portas de Ferro I foi inaugurada em 1972 e a Portas de Ferro II foi inaugurada em 1984. A primeira barragem situa-se a montante, junto à aldeia romena de Gura Văii, a noroeste de Drobeta-Turnu Severin e a leste da aldeia sérvia de Novi Sip; a segunda situa-se a jusante, a sudoeste da vila romena de Gogoșu. Além das barragens e das centrais elétricas foram construídos dois sluices e duas eclusas para navegação.
A construção dessas duas barragens transformou o vale do Danúbio a jusante de Belgrado num lago artificial e provocou um aumento de 35 m na cota do rio junto à barragem. A antiga cidade de Orșova, a ilha de Ada Kaleh e pelo menos cinco aldeias desapareceram debaixo de água e deslocadas cerca de 17 000 pessoas que lá viviam. As barragens tiveram um grande impacto na fauna e flora locais. Por exemplo, a rota de desova de várias espécies de esturjão foram permanentemente. Os esturjões eram os maiores peixes do rio; o maior espécime registado foi um animal pescado em 1793 que pesava 500 kg. A flora e fauna, bem como os artefatos geomorfológicos, arqueológicos e histórico-culturais das Portas de Ferro estão sob proteção legal na Sérvia e na Roménia desde a construção das barragens. Na Sérvia isso foi implementado com a criação em 1974 do Parque Nacional de Đerdap, com 636,1 km², e na Roménia com a criação em 2001 do Parque Natural das Portas de Ferro, com 1 156,6 km².

## História
Estátuas de arenito datadas do Neolítico primitivo indicam que a área já era habitada nessa época. Ainda mais significativa são os sítios arqueológicos do Mesolítico das Portas de Ferro, uma cultura mesolítica do período entre 11 000 e 3 500 a.C., em particular Lepenski Vir, no lado sérvio da garganta de Gospodjin Vir, que foi escavado na década de 1960 e é frequentemente apontado como o sítio mesolítico mais importante do Sudeste da Europa.
A leste do Grande Kazan, o imperador romano Trajano mandou erigir uma ponte que se tornou lendária, conhecida como Ponte de Trajano ou Ponte de Apolodoro sobre o Danúbio. Foi construída por Apolodoro de Damasco entre 103 e 105, antes da conquista final da Dácia. Apesar de só ter funcionado durante algumas décadas, durante mais de mil anos foi a maior ponte em arco do mundo e um dos maiores feitos da arquitetura romana. Na margem direita (sérvia) há uma placa comemorativa de Trajano e na margem romena do Pequeno Kazan há uma escultura em escavada num  penhasco natural na foz do rio Mraconia, a nordeste de Dubova, representando Decébalo, o último rei da Dácia, derrotado por Trajano. Com quase 43 m de altura, a escultura foi realizada entre 1994 e 2004.

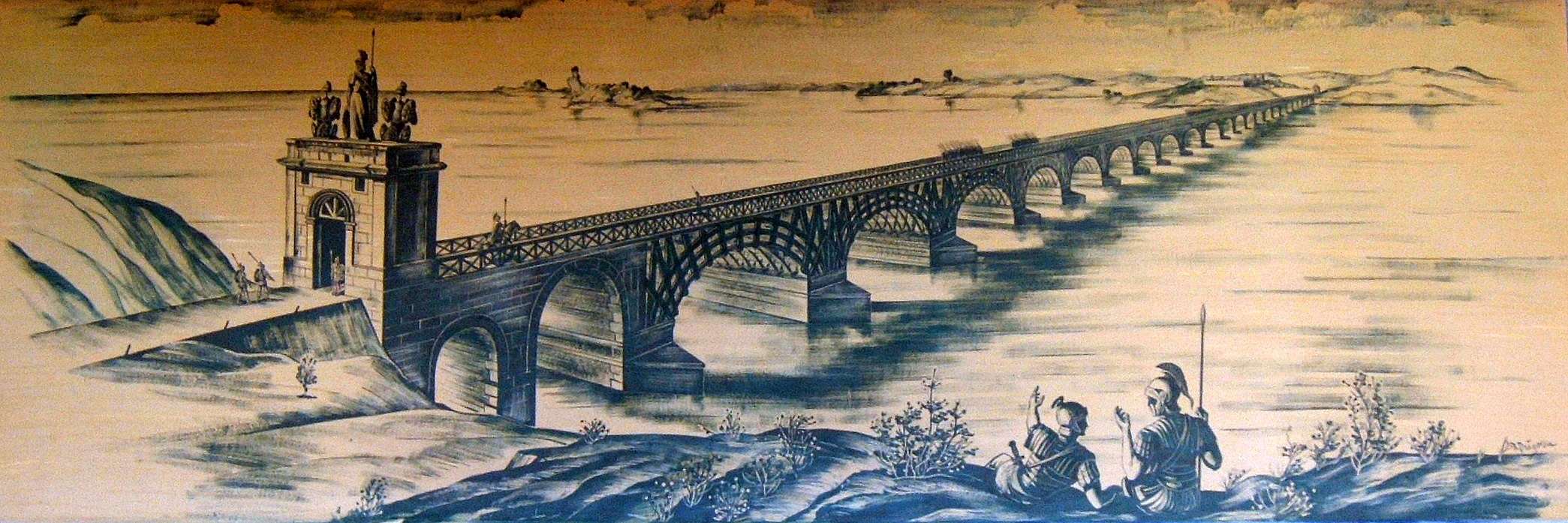
Reconstituição da Ponte de Trajano vista de Drobeta, feita pelo engenheiro E. Duperrex em 1907
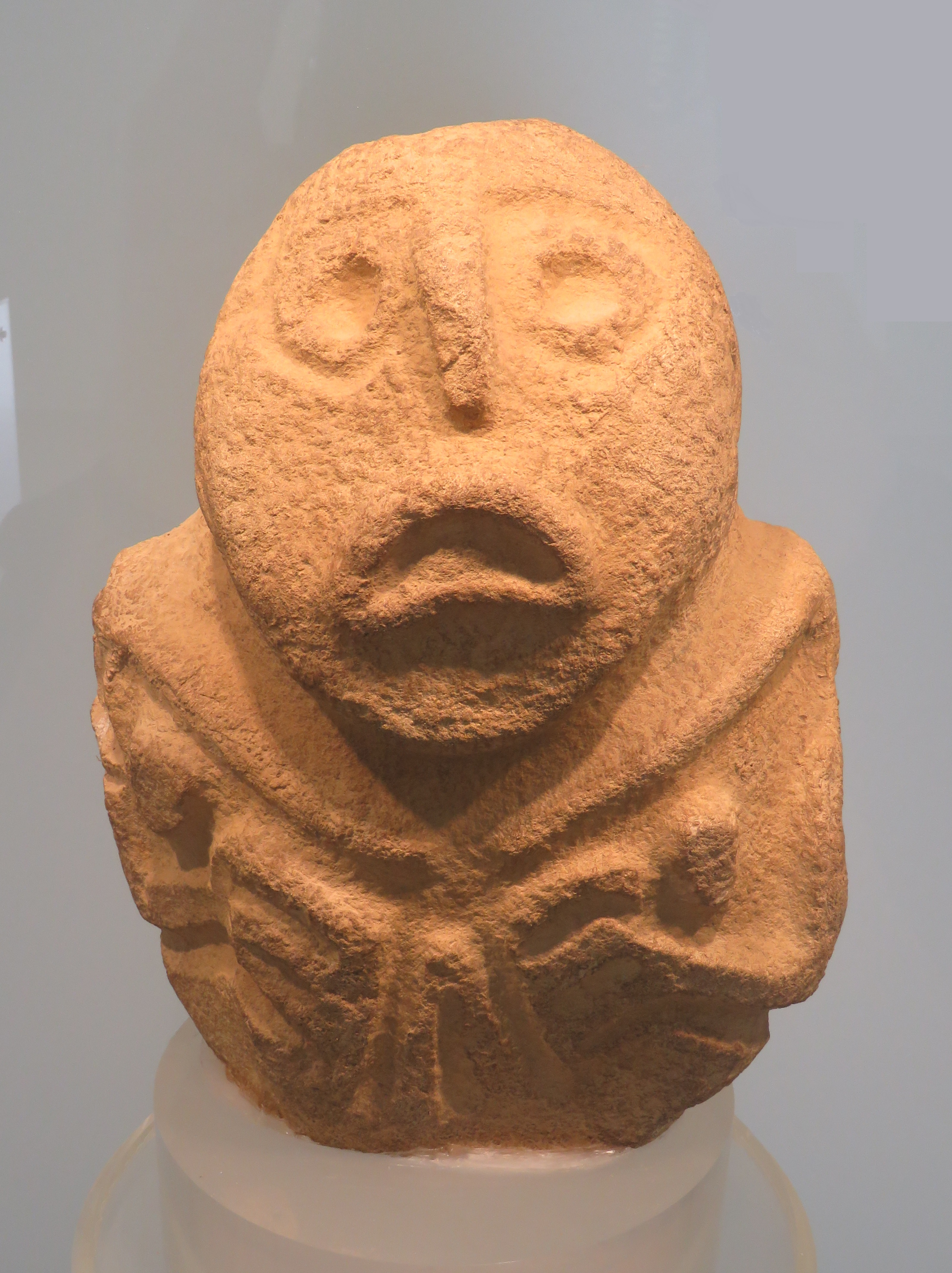
Escultura em arenito encontrada no sítio arqueológico mesolítico de Lepenski Vir, na margem sérvia

### Iniciativas húngaras do século XIX

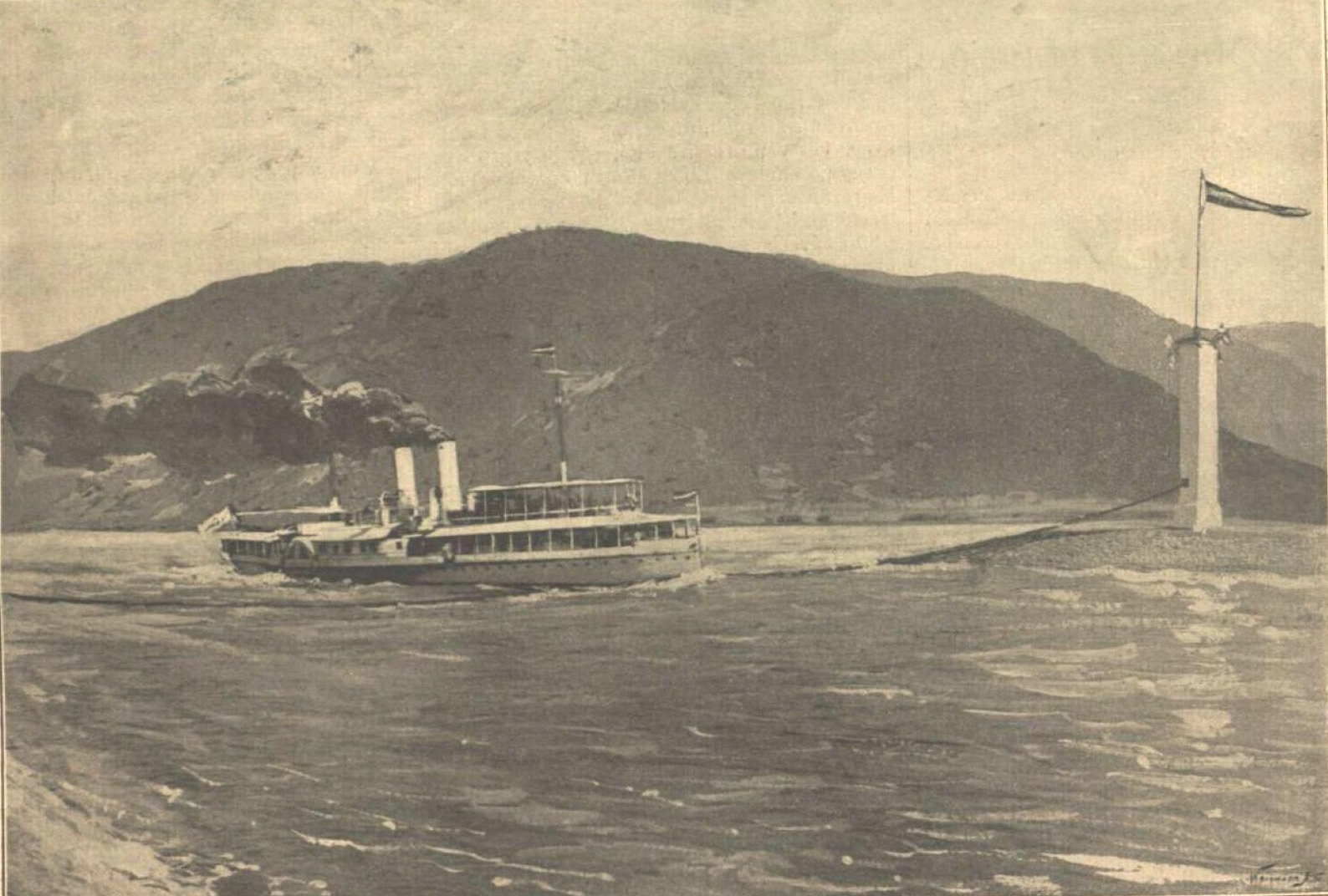
Inauguração do canal de Sip em setembro de 1896: um navio onde viajavam o imperador austro-húngaro Francisco José, o rei Carlos I da Roménia e o rei corta a cadeia que fechava o Danúbio.

No início do século XIX, a liberdade de navegação no Danúbio era tida como um assunto de grande importância por diferentes estados da região e por várias grandes potências e tornar possível a passagem pelas Portas de Ferro por navios maiores tornou-se uma prioridade.
Em 1831 foi esboçado um plano para fazer a passagem navegável, por iniciativa do político húngaro István Széchenyi, mas o projeto só foi concretizado na década de 1880 por Gábor Baross, um governante húngaro alcunhado "Ministro de Ferro". Insatisfeito com a solução avançada pelo governo austro-húngaro e pela comissão austro-turca, o governo da Hungria formou a sua própria comissão para a organização da navegação através das Portas de ferro e o projeto foi concluído em 1883.[carece de fontes?]
Ao longo de 11 anos, a partir de 1889, foram levadas a cabo obras nas gargantas pela Administração Técnica Húngara. As obras decorreram em dois setores, um na parte a jusante e outro na parte a montante. Os canais da secção superior, na cidade de Orșova, na então tríplice fronteira entre a Áustria-Hungria, Roménia e Sérvia, tinham até 60 m de largura e 2 m de profundidade, na cota zero em Orșova. Na secção meridional, os canais tinham 60 m de largura e 3 m de profundidade, exceto o canal de Sip, que tinha 73 m de largura. Em 1890, perto de Orșova, a última cidade fronteiriça da Hungria, foram removidas rochas com recurso a explosivos ao longo de um trecho de 2 km para permitir a construção de canais. Um esporão da serra de Greben foi removido ao longo de mais 2 km. Em 7 setembro de 1896 foi inaugurado o canal de Sip pelo imperador austro-húngaro Francisco José, pelo rei Carlos I da Roménia e pelo rei Alexandre I da Sérvia.[carece de fontes?] O canal deve o nome à aldeia sérvia de Sip situada na área.

### Ada Kaleh

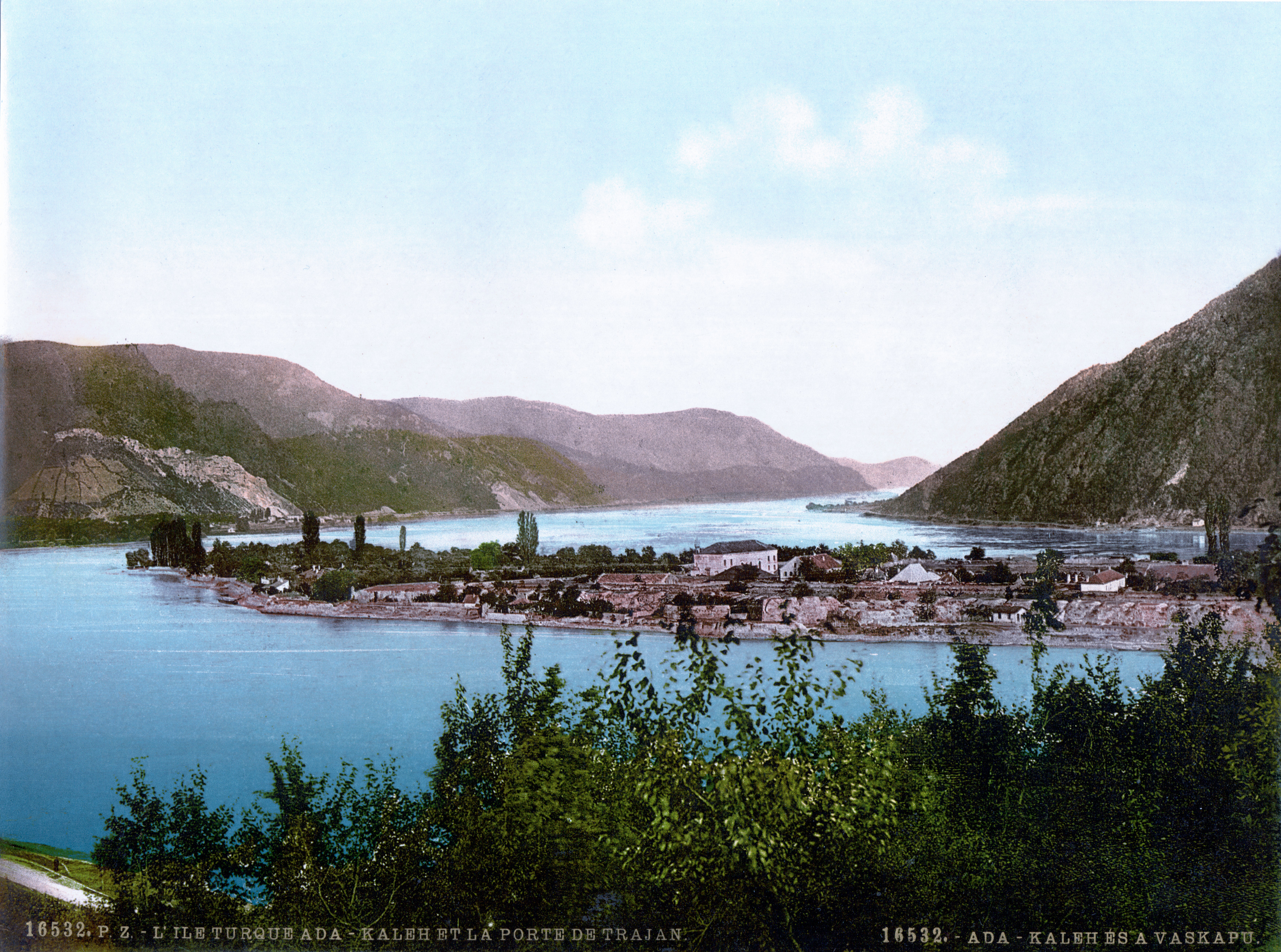
Postal de Ada Kaleh datado de 1890–1900

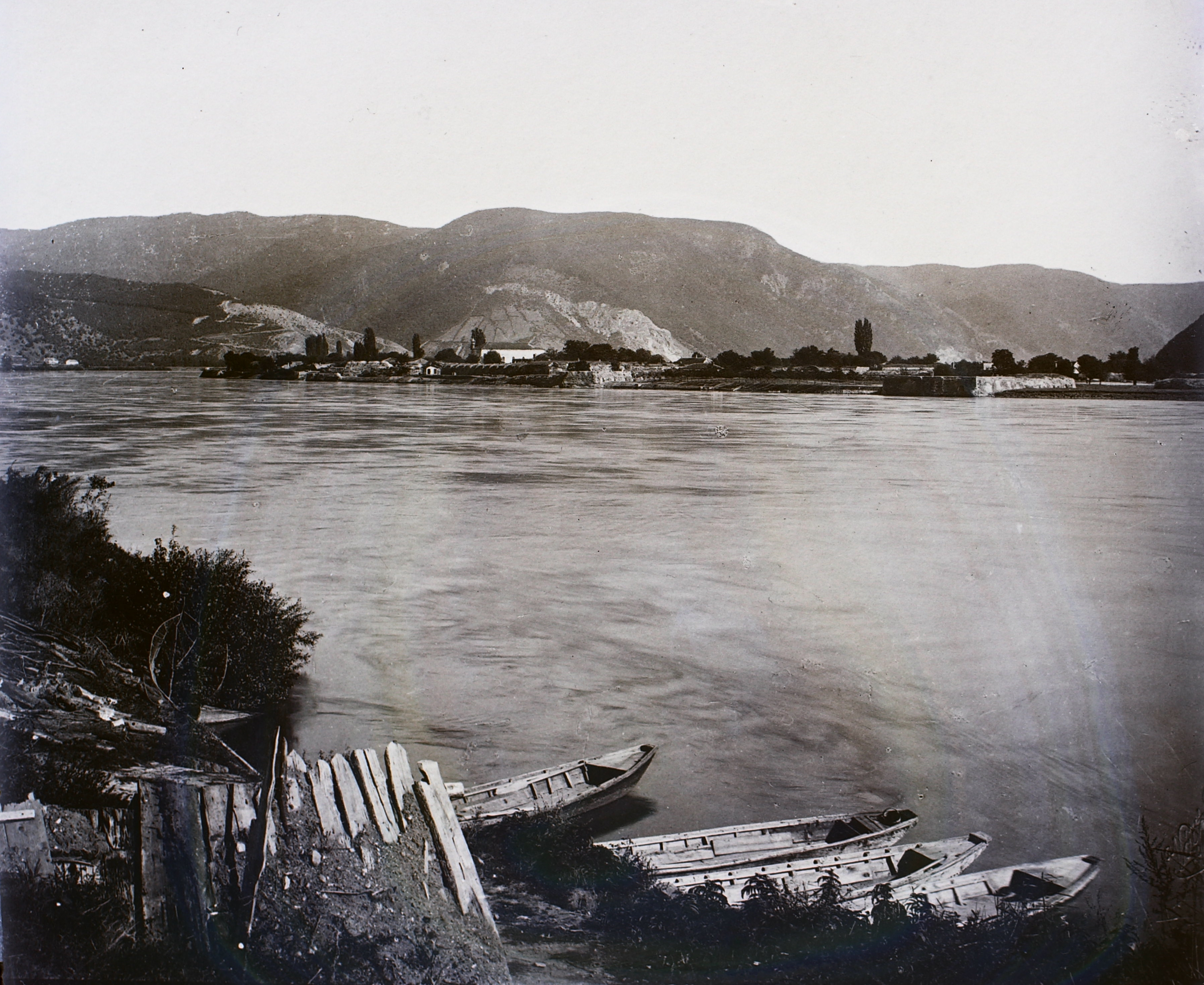
Ada Kaleh em 1904

Talvez a consequência mais evocativa da construção das barragens de Đerdap tenha sido a submersão da ilha de Ada Kaleh, um antigo exclave turco onde havia uma mesquita e cerca de mil ruas estreitas, que era conhecido como uma zona franca e um reduto de contrabandistas. Ali viviam, além de turcos, muitas outros grupos étnicos.
A ilha era muralhada situava-se a cerca de 3 km a jusante de Orșova e media 1,7 por 0,4 a 0,5 km. Os austríacos construíram um forte na ilha em 1669, para a defenderem contra os otomanos, que se manteve um ponto de discórdia entre os dois impérios durante muito tempo. Em 1699, o controlo da ilha passou para os otomanos; entre 1716 e 1718 os austríacos voltarama ganhar o controlo; em 1738, após um cerco de quatro meses, passou a ser novamente dos otomanos; os austríacos retomaram-na em 1789, mas devolveram-na aos otomanos no ano seguinte, nos termos dum tratado de paz.
Depois disso, a ilha perdeu a sua importância militar. Em 1878, o Congresso de Berlim forçou o Império Otomano a retirar para sul, mas a ilha manteve-se uma propriedade do sultão otomano, alegadamente porque o tratado não a mencionava. Os habitantes gozavam de isenção de impostos e taxas alfandegárias e não estavam sujeitos a conscrição. Em 1923, quando a monarquia otomana se extinguiu, a ilha foi dada à Roménia no Tratado de Lausana.
A mesquita de Ada Kaleh foi construída em 1903, no local onde existiu um mosteiro franciscano. A carpete da mesquita, um presente do sultão otomano Abdulamide II, está numa mesquita de Constança desde 1965.
Quando a barragem foi construída estava planeada a instalação da população de Ada Kaleh na ilha de Șimian, perto da vila homónima, que foi rebatizada Nova Ada Kaleh. No entanto, a maior parte dos habitantes da ilha emigraram para a Turquia depois da evacuação e as construções previstas para Nova Ada Kaleh não chegaram a ser concluídas. Uma pequena parte da população de Ada Kaleh estabeleceu-se na Dobruja Setentrional, um território romeno onde vive a maior parte da minoria turca da Roménia.